# Megmutatom, messziről…
A Megmutatom, messziről… 1981-ben bemutatott magyar rajzfilm, amely Kristóf Attila ötlete alapján készült.

## Ismertető
A levélben leleplező riportot ígérő Szabó úr a sajtó szemére veti, hogy nem pellengérezi ki a mérték és gátlás nélküli  vállalati költekezéseket, reprezentációs túlkapásokat. Az újságíró megjelenésekor azonban ő is visszalép, nem nyilatkozik, és nem adja  nevét a leleplező újságcikkhez.

## Alkotók
- Rendezte és tervezte: Szoboszlay Péter
- Írta: Földi Iván, Szoboszlay Péter
- Dramaturg: Fekete Anna
- Operatőr: Pethes Zsolt, Polyák Sándor
- Hangmérnök: Nyerges András Imre
- Vágó: Szarvas Judit
- Rajzolta: Liliom Károly
- Produkciós vezető: Mikulás Ferenc

Készítette a Pannónia Filmstúdió és a Kecskeméti Film.

## Szereplők
- Szabó Pál: Kézdy György
- Riporter: Gyabronka József